# Max Roach + 4
Max Roach + 4 è un album in studio del musicista statunitense Max Roach, pubblicato nel 1956.

## Tracce
1. Ezz-Thetic (George Russell) – 9:18
2. Dr. Free-Zee (Max Roach) – 2:06
3. Just One of Those Things (Cole Porter) – 7:18
4. Mr X. (Roach) – 5:15
5. Body and Soul (Edward Heyman, Robert Sour, Frank Eyton, Johnny Green) – 6:50
6. Woody 'n' You (Dizzy Gillespie) – 6:51
7. It Don't Mean a Thing (If It Ain't Got That Swing) (Duke Ellington, Irving Mills) - 4:45 (traccia bonus CD)
8. Love Letters (Edward Heyman, Victor Young) - 8:57 (traccia bonus CD)
9. Minor Trouble (Ray Bryant) - 6:58 (traccia bonus CD)

## Formazione
- Max Roach - batteria
- Kenny Dorham - tromba
- Sonny Rollins - sassofono tenore
- Ray Bryant - piano (tracce 1-6)
- Bill Wallace - piano (tracce 7-9)
- George Morrow - basso